# Balaguier-d’Olt
Balaguier-d’Olt (okzitanisch Balaguièr d’Òlt) ist eine französische Gemeinde mit 175 Einwohnern (Stand 1. Januar 2022) im Département Aveyron in der Region Okzitanien (vor 2016 Midi-Pyrénées). Sie gehört zum Arrondissement Villefranche-de-Rouergue und zum Kanton Lot et Montbazinois. Die Einwohner werden Balaguiérois genannt.

## Geografie
Balaguier-d’Olt liegt etwa 56 Kilometer westnordwestlich von Rodez am Lot (Okzitanisch: Olt). Umgeben wird Balaguier-d’Olt von den Nachbargemeinden Saint-Pierre-Toirac im Nordwesten und Norden, Frontenac im Norden, Gelles im Nordosten und Osten, Montsalès im Süden, Ambeyrac im Südwesten und Westen sowie Larroque-Toirac im Westen.

## Bevölkerungsentwicklung
| Jahr                       | 1962 | 1968 | 1975 | 1982 | 1990 | 1999 | 2006 | 2019 |
| Einwohner                  | 113  | 115  | 119  | 160  | 150  | 143  | 148  | 181  |
| Quellen: Cassini und INSEE |      |      |      |      |      |      |      |      |

## Sehenswürdigkeiten
- Kirche Saint-Martin